# 坂田俊文
坂田 俊文（さかた としぶみ、1931年〈昭和6年〉10月2日 - 2020年〈令和2年〉3月24日）は、日本の情報工学者である。東海大学名誉教授（工学博士）、元宇宙航空研究開発機構技術参与。人工衛星による宇宙からの地球観測や解析等を手掛けた画像処理工学における第一人者として知られている。

## 略歴
- 1957年 - 千葉大学工学部卒業。
- 東京大学生産技術研究所
- イタリア・ボローニャ大学留学
- ドイツ・ミュンヘン大学留学
- 1969年 - 東京大学　工学博士。論文の題は「酸化亜鉛-樹脂分散系感光層の基礎的研究および電子写真実用化に関する研究」[2]。
- 1971年 - 東海大学教授
- 1979年 - 東海大学情報技術センター所長。
- 1994年 - 東海大学宇宙情報センター所長を兼任。
- 1995年 - 宇宙航空研究開発機構技術参与（ - 2008年）
- 1995年 - 地球科学技術総合推進機構理事長
- 2007年 - 同機構会長（ - 2010年）
- 2020年 - 死去、88歳没[3]。

## 人物
チンギス・ハンの墳墓の探査や法隆寺金堂の壁画の復元などを手がけた。最近では「宇宙考古学」の提案を行い、エジプトのナイル川に沿ったピラミッド群のなかから未知の物を発見、発掘を行った。宇宙飛行に関わる重要な仕事にも多く関わっており、毛利衛、向井千秋、両宇宙飛行士がスペースシャトル搭乗時に行ったハイビジョンカメラでの撮影をNASAジョンソンスペースセンターから誘導・指示した。

## 受賞
- 日本写真学会技術賞（1970年5月）
- 米国科学写真学会 Fellow（1978年5月）
- 日本印刷学会論文賞（1984年6月）
- 韓国科学技術大臣感謝状（1988年）
- NHK放送文化賞（1994年3月）
- タイ国科学技術会議感謝状（1994年）
- 電子写真学会　学会賞 （1996年7月）
- ハイビジョン推進協会会長賞（1999年11月）

## 出演番組
- シリーズ10min.地球ウォッチ（NHK教育テレビジョン）

## 著書・論文

### 著書
- 「画像の科学」
- 「宇宙からの眼」
- 「日本列島の謎」
- 「宇宙から見た日本列島」
- 「日本列島地図帳」
- 「宇宙開発戦争」
- 「秒読みの宇宙戦争」
- 「コンピュータ・イメージング」
- 『軍事衛星 : 国際諜報戦と最先端兵器』教育社〈入門新書. 時事問題解説 ; 443〉、1985年10月30日。NDLJP:11894606。
- 「地球大紀行」
- 「地球汚染を解読する」（情報センター出版局、1989年）
- 「地球を観測する」
- 「蘇った古代のミイラ」
- 「軍事衛星が解ると世界が見えてくる」
- 「ハイテク考古学」（丸善、1991年））
- 「太陽を解読する」（情報センター出版局、1991年）
- 「衛星情報が世界を変えた」
- 「ジオ・カタストロフィ上・下巻」
- 「再現・法隆寺壁画」
- 「地球環境セミナー1～7巻」
- 「ポピュラー・サイエンス"地球"」
- 「人類大破局」
- 「地球にいま何が起きているか」
- 「私たちのいのち―地球の素顔―」
- 「宇宙考古学」